# 奎亚罗尔·阿尔苏
奎亚罗尔·阿尔苏（Quiarol Arzú，1985年3月3日—），是一名洪都拉斯职业足球运动员，曾效力于中国足球甲级联赛球队湖北华凯尔，司职后卫。

## 俱乐部生涯
2005年，阿尔苏在洪都拉斯球队普拉顿斯开始职业足球生涯，并逐渐成长为洪都拉斯国内顶尖的中后卫。2009年2月，他曾经到中国足球超级联赛球队北京国安试训，但未能获得留队机会。 2010年初，他又到美国职业足球大联盟球队华盛顿特区联试训，依然以失败告终。 2011年夏季，阿尔苏转会加盟洪都拉斯豪门马拉松。 2013年2月，中国足球甲级联赛升班马湖北华凯尔在转会窗关闭之前闪电签入阿尔苏。2013年6月，他和湖北华凯尔解约。

## 国家队生涯
阿尔苏曾代表洪都拉斯国奥队参加2008年夏季奧林匹克運動會足球比賽。
2010年10月，他在洪都拉斯和危地马拉的友谊赛首次代表国家队出场。